# Ла Фонтэн, Пьетро
Пьетро Ла Фонтэн (итал. Pietro La Fontaine; 29 ноября 1860, Витербо, Папская область — 9 июля 1935, Вилла-Фьетта, королевство Италия) — итальянский кардинал. Епископ Кассано-алло-Йонио c 6 декабря 1906 по 1 апреля 1910. Титулярный епископ Каристо с 1 апреля 1910 по 5 марта 1915. Секретарь Священной Конгрегации Обрядов и викарий архипресвитера патриаршей Ватиканской базилики со 2 апреля 1910 по 5 марта 1915. Патриарх Венеции и примас Далмации с 5 марта 1915 по 9 июля 1935. Кардинал-священник с 4 декабря 1916, с титулом церкви Санти-Нерео-эд-Акиллео с 7 декабря 1916 по 7 марта 1921. Кардинал-священник с титулом церкви Санти-XII-Апостоли с 7 марта 1921.